# Meaconing
Meaconing — це приймання й ретрансляція радіонавігаційних сигналів з метою заплутування навігації. Передавачі meaconing призводять до того, що приймачі на літаках, кораблях або наземних станціях отримують неправильний пеленг.
Успішні meaconing операції можуть призвести до відхилення від потрібного курсу, потрапляння в повітряний простір ворога або приземлення в небезпечному місці, скидання бомб на обманні цілі тощо.

## Історія
Назва цього методу походить від використаної британцями під час Другої світової війни системи Meacon (словозлиття англ. masking beacon), призначеної для протидії німецькій системі радіонавігації Lorenz.

### Приклади в сучасній політиці
- З точки зору деяких незалежних військово-технічних експертів (Marek Strassenburg-Kleciak та Hans Dodel) використання подібного пристрою російською стороною спричинило авіаційну катастрофу під Смоленськом 10 квітня 2010 року.[4][5][6]

## Зноски
1. ↑  Department of the Army (17 липня 1990). FM 24-33 COMMUNICATIONS TECHNIQUES: ELECTRONIC COUNTER-COUNTERMEASURES. irp.fas.org. Washington, DC. Процитовано 6 вересня 2024.
2. 1 2 3  DEPARTMENTS OF THE AIR FORCE, THE ARMY, AND THE NAVY (31 липня 1986). OPERATIONS REPORTING MEACONING, INTRUSION, JAMMING, AND INTERFERENCE  OF ELECTROMAGNETIC SYSTEMS, RCS: JCS-1066(MIN) (PDF). Washington DC. Процитовано 6 вересня 2024.
3. ↑  https://www.rfcafe.com/references/electrical/pdf/Electronic-Warfare-1.pdf сторінка 14
4. ↑  10 hipotez smoleńskiej katastrofy. Rzeczpospolita (пол.). Процитовано 9 вересня 2024.
5. ↑  Smoleńsk. Katastrofa. Czy piloci zostali wprowadzeni w błąd przez Rosjan?. Gazeta Współczesna[pl]. 22 kwietnia 2010, 8:00. Процитовано 9 вересня 2024.
6. ↑  Katastrofa w Smoleńsku: Kto siedział za sterami tupolewa. Prawdy już nie poznamy?. Echo Dnia[en]. Процитовано 9 вересня 2024.